# 12월 10일
12월 10일은 그레고리력으로 344번째(윤년일 경우 345번째) 날에 해당한다.

## 사건
- 1041년 - 동로마의 여황제 조에의 양자인 미카엘 5세가 동로마 제국의 황제가 되다.
- 1848년 - 루이 나폴레옹 보나파르트, 프랑스 제2공화국 대통령으로 당선.
- 1941년 - 대한민국 임시정부, 대일선전포고.
- 1945년 - 네덜란드, 유엔 가입.
- 1948년 - 세계 인권 선언 채택.
- 1979년 - 중화민국 가오슝시에서 메이리다오 사건이 발생하다.
- 1997년 - 카자흐스탄이 수도를 알마티에서 아스타나로 옮겼다.
- 2007년 - 크리스티나 페르난데스가 아르헨티나 대통령에 정식으로 취임하다.
- 2014년 - 대한민국과 베트남이 자유무역협정을 타결하였다.
- 2022년 - KBS 1TV의 생방송 심야토론이 35년 만에 종영되었다.

## 문화
- 1988년 - 국민일보가 배달신문에서 국민일보사로 개명하여 창간했다.

## 탄생
- 1489년 - 프랑스의 장군 가스통 드 푸아느무르 공작. (~1512년)
- 1569년 - 조선의 소설가 허균. (~1618년)
- 1822년 - 프랑스의 작곡가 세자르 프랑크. (~1890년)
- 1830년 - 미국의 서정시인 에밀리 디킨슨. (~1886년)
- 1883년 - 이탈리아의 군인, 상원의원 조반니 메세. (~1962년)
- 1889년 - 네덜란드의 화가 한 판 메이헤런. (~1947년)
- 1891년
  - 영국의 군인 제1대 튀니스의 알렉산더 백작 해럴드 알렉산더. (~1969년)
  - 대한민국의 독립운동가 김상덕. (~1956년)
- 1894년 - 대한민국의 정치인 겸 언론인 장덕수. (~1947년)
- 1901년 - 일본의 야구 선수 하마자키 신지. (~1981년)
- 1904년
  - 체코슬로바키아의 정치인 안토닌 노보트니. (~1975년)
  - 대한민국의 소설가 이태준. (~1978년)
- 1905년 - 일본의 정치인 마에오 시게사부로. (~1981년)
- 1908년 - 프랑스의 작곡가 올리비에 메시앙. (~1992년)
- 1912년 - 헝가리의 지휘자 게오르그 숄티. (~1997년)
- 1915년 - 미국의 미학자 먼로 비어즐리. (~1985년)
- 1921년 - 대한민국의 가수 황금심. (~2001년)
- 1932년 - 대한민국의 정치인 이경재. (~2021년)
- 1934년 - 대한민국의 정치인 류제연.
- 1936년 - 대한민국의 시인, 문학가 구중서.
- 1938년 - 시리아의 정치가, 외교관 파루크 알샤라.
- 1942년 - 일본의 축구인 오기 아리타쓰.
- 1946년 - 대한민국의 배우 남능미.
- 1947년 - 대한민국의 언론인 홍세화. (~2024년)
- 1949년 - 대한민국의 언론인 이남기. (~2025년)
- 1951년 - 미국의 가수 조니 로드리게스. (~2025년)
- 1952년
  - 대한민국의 방송 기자, 정치인 김형태. (~2024년)
  - 미국의 배우, 모델 수전 데이.
- 1954년
  - 대한민국의 법조인, 정치인, 변호사 양승부.
  - 중화민국의 평론가 댈러스 롱. (~2024년)
- 1956년 - 대한민국의 정치인 김덕현.
- 1957년 - 미국의 영화배우 마이클 클라크 덩컨. (~2012년)
- 1958년 - 일본의 만화가 후쿠모토 노부유키.
- 1960년
  - 대한민국의 판사, 정치인 주호영.
  - 영국의 배우, 영화 감독 케네스 브래나.
- 1962년 - 대한민국의 정치인 권영진.
- 1963년 - 대한민국의 배구 선수 박미희.
- 1964년 - 대한민국의 전 야구 선수 여태구.
- 1965년 - 대한민국의 핸드볼 선수 김경순.
- 1967년
  - 대한민국의 아나운서 임수민.
  - 스위스의 체조 선수 동후아 리.
- 1968년 - 일본의 가수 오기노메 요코.
- 1970년
  - 일본의 애니메이션 성우 겸 가수 사토 히로미.
  - 대한민국의 만화가 천계영.
  - 대한민국의 연극배우, 뮤지컬 배우 권재환.
  - 대한민국의 법조인, 정치인 이수희.
- 1971년 - 대한민국의 기초의원 박상우. (~2023년)
- 1972년
  - 대한민국의 가수 최재훈.
  - 영국의 록 밴드 브라이언 몰코.
  - 대한민국의 영화배우 정채경.
- 1973년
  - 대한민국의 성우 소연.
  - 대한민국의 성우, 쇼호스트 김선희.
  - 대한민국의 정치인 송대윤. (~2024년)
  - 이라크의 전 축구 선수 아바스 오베이드 자심.
- 1974년
  - 대한민국의 바둑 기사 김영삼.
  - 일본의 축구 선수 야시로 사토시.
- 1978년
  - 대한민국의 가수 채연.
  - 미국의 배우 서머 피닉스.
- 1979년
  - 대한민국의 필드하키 선수 이명호.
  - 일본의 성우 네모토 케이코.
- 1980년 - 미국의 바이올리니스트 장영주. (사라 장)
- 1981년 - 대한민국의 레이싱 모델, 가수 엄지언.
- 1982년 - 대한민국의 레이싱모델 손보영.
- 1984년
  - 대한민국의 성우 이인석.
  - 대한민국의 배우 장하람.
- 1985년
  - 일본의 성우, 가수 닛타 에미.
  - 소코틀랜드의 축구 선수 찰리 애덤.
- 1986년
  - 일본의 성우 닛타 에미.
  - 대한민국의 유튜버 도티.
  - 대한민국의 기상캐스터 유다현.
  - 대한민국의 래퍼 행주.
- 1987년
  - 대한민국의 축구 선수 어경준.
  - 아르헨티나의 축구 선수 곤살로 이과인.
- 1988년
  - 세르비아의 축구 선수 네벤 수보티치 (보루시아 도르트문트).
  - 대한민국의 수영 선수 서연정.
- 1989년 - 대한민국의 바리스타 박상호.
- 1990년
  - 대한민국의 전직 스타크래프트 프로게이머 박수범.
  - 일본의 가수 마츠이 사키코.
  - 대한민국의 희극인 조진세.
  - 콩고 민주 공화국의 축구 선수 카젱가 루아루아.
- 1991년
  - 대한민국의 래퍼 LE (EXID).
  - 대한민국의 스타크래프트 프로게이머 김민철.
  - 일본의 유도 선수 우야마 사토루.
- 1992년
  - 대한민국의 정치인 김민석.
  - 대한민국의 배우 김예은.
- 1993년
  - 대한민국의 배우 박서안.
  - 미국의 가수 케이티 김.
  - 대한민국의 축구 선수 이준희.
- 1994년
  - 대한민국의 가수 승환 (로미오).
  - 대한민국의 전 리그 오브 레전드 프로게이머 러스트보이.
- 1995년 - 코소보의 유도 선수 디스트리아 크라스니치.
- 1996년 - 대한민국의 가수 강다니엘 (前 워너원).
- 1997년 - 중화인민공화국의 바둑 기사 판인.
- 1998년 - 대한민국의 가수 이아영.
- 1999년
  - 대한민국의 가수 박소연.
  - 헝가리의 펜싱 선수 언드라슈피 티보르.
- 2000년 - 대한민국의 가수 다온 (더스틴).
- 2001년 - 대한민국의 기타 연주가 정나영.
- 2002년 - 대한민국의 가수 김부경.
- 2003년 - 대한민국의 야구 선수 이민석.
- 2005년
  - 미국의 배우 카일리 커런.
  - 대한민국의 가수 채은.
- 2014년 - 모나코 공국의 공세자 모나코 공세자 자크.

## 사망
- 1041년 - 비잔틴 제국의 황제 미하엘 4세. (1010년~)
- 1805년 - 조선의 실학자 박지원.
- 1865년 - 벨기에의 초대 국왕 레오폴드 1세. (1790년~)
- 1867년 - 일본의 무사, 사업가 사카모토 료마. (1836년~)
- 1896년 - 스웨덴의 과학자 알프레드 노벨. (1833년~)
- 1948년 - 대한민국의 화가, 예술가 나혜석. (1896년~)
- 1950년 - 대한제국의 독립운동가 김규식. (1881년~)
- 1957년 - 대한제국의 시인, 작가 노천명. (1911년~)
- 1968년 - 스위스의 신학자 카를 바르트. (1886년~)
- 1987년 - 리투아니아의 바이올리니스트 야샤 하이페츠. (1901년~)
- 2005년 - 미국의 정치인 유진 매카시. (1916년~)
- 2006년 - 칠레의 군인 겸 정치인, 독재자 아우구스토 피노체트. (1915년~)
- 2016년 - 대한민국의 배우 정후. (1984년~)
- 2019년
  - 대한민국의 가수 이해연. (1924년~)
  - 미국의 정치인 유리 루시코프. (1936년~)
- 2020년
  - 잉글랜드의 영화배우 바버라 윈저. (1937년~)
  - 미국의 영화배우 톰 리스터 주니어. (1958년~)
- 2021년 - 미국의 음악가, 가수, 소설가, 각본가, 영화배우 마이클 네스미스. (1942년~)
- 2023년 - 대한민국의 정치인 류승번. (1926년~)
- 2024년 - 미국의 야구인 로키 콜라비토. (1933년~)

## 기념일
- 노벨상이 수여되는 날
- 세계 인권 선언일

## 같이 보기
- 전날: 12월 9일 다음날: 12월 11일 - 전달: 11월 10일 다음달: 1월 10일
- 음력: 12월 10일
- 모두 보기